# Xã Hurley, Quận Stone, Missouri
Xã Hurley (tiếng Anh: Hurley Township) là một xã thuộc quận Stone, tiểu bang Missouri, Hoa Kỳ. Năm 2010, dân số của xã này là 1.036 người.